# 奥澤千絵
奥澤千絵（おくざわ ちえ、8月16日 - ）は、福井テレビジョン放送の元アナウンサー。出身地は東京都。A型。
2004年に福井テレビジョン放送に入社。高校時代にはアーティスティックスイミングで全国大会で優勝した経験を持つ。

## 過去の担当番組
- ザ・タイムリーふくい